# Dolejší Kunčice
Dolejší Kunčice (do roku 1950 pouze Kunčice, německy Kunzendorf) je vesnice a místní část Fulneku, rozkládající se na slezské straně moravsko-slezské zemské hranice. Nalezneme je zhruba 8 km severozápadně od města. Obec je součástí přírodního parku Oderské vrchy. Krajina v okolí obce je zalesněná, kopcovitá, vyskytují se zde i drobné skalní útvary. Obcí protéká Husí potok, na okraji obce do něj ústí potok Červenka.

## Název
Místní název byl původně pojmenováním obyvatel vsi, na počátku znělo (v češtině) Kunčici, jeho základem bylo osobní jméno Kunek, Kunec nebo Kunče (ve starší podobě Kunča), což byly domácké podoby jména Kunrát. Význam obyvatelského jména byl "Kunkovi/Kuncovi/Kunčovi lidé". V němčině mělo jméno podobu Kunzendorf, jeho základem bylo osobní jméno Kunz, domácká podoba jména Konrat. Vesnice byla zřejmě pojmenována po svém lokátorovi. V nejstarším písemném dokladu z roku 1301 je nicméně vesnice pojmenována Steinbach - šlo o přenesení jména potoka ("Kamenný potok"), na němž byla založena (dnes Husí potok). Přívlastek Dolejší připojen v roce 1950 na odlišení od několika dalších Kunčic v bližším i vzdálenějším okolí.

## Historie
První zmínku o obci najdeme ve spisech z roku 1301 (Steinbach). V roce 1964 byla obec připojena k Vlkovicím. Později se stala místní částí města Fulnek. V 18. století byl v centru obce vystavěn kostel sv. Vavřince.

## Turismus
Krajina kolem vsi je vhodná pro pěší turistiku, ale i cyklistiku. Ve vsi je nejvýznamnější památkou kostel sv. Vavřince z 18. století. Kunčicemi prochází zelená turistická trasa.

## Instituce
Ve vsi je bývalá školka. Základní škola donedávna fungovala v nedalekých Vlkovicích. V současné době děti do školy dojíždějí do Fulneku. Ve vsi byla hospoda a v letech 1812–1873 také pivovar.